# Ximena Córdoba
Ximena Córdoba (Medellín, Colômbia, 4 de novembro de 1979) é uma modelo e atriz.

## Trajetória

### Atriz
- 2021 - Mi fortuna es amarte ... Tania Rivas Acosta
- 2017 - En tierras salvajes ... Olga Guerrero / Irene Ávila[2]
- 2007 - Tomalo Suave ... Victoria
- 2003 - Francisco el matemático ... Alba Lucia Suarez